# The Continental Literary Magazine
A The Continental Literary Magazine a Petőfi Kulturális Ügynökség saját kiadású, negyedévente jelentkező, angol nyelvű, tematikus szépirodalmi-közéleti magazinja. A lap fókuszában a közép-kelet európai régió irodalma áll, célja pedig, hogy platformot teremtsen a kortárs magyar, illetve közép-európai szépíróknak az angolszász irodalmi piacra, azon belül is elsősorban az észak-amerikai irodalmi piac fősodrába való belépéshez. A The Continental Literary Magazine térségünk legjobb szerzői mellett, világhírű, angol nyelven publikáló szépírók, irodalmi írásainak is helyet ad. A nem angol nyelvű írások fordításait minden esetben anyanyelvi fordító végzi szoros együttműködésben a szerzővel, ezzel is biztosítva, hogy a szövegek megfeleljenek az angolszász irodalmi piaci elvárásainak. Az egyes lapszámok illusztrációit neves, kortárs művészek adják, amelyek befogadhatóvá teszik, kiegészítik, egyben alátámasztják az adott tematikát.

## Tematika
A magazinban közölt írások lapszámonként egy-egy meghatározott téma köré szerveződnek.

### 2021/1 ŐSZ – PREJUDICE (ELŐÍTÉLET)

#### Ideológiája
A magazin nyitó tematikája azon a tudományosan is bizonyított tényen alapul, hogy az előítélet minden emberben megtalálható, az emberek előítéletesek. Az előítélet arctalan, nem köthető kifejezetten egyetlen népcsoporthoz sem, hisz mindegyikünkben ott lapul. Ez köszön vissza a magazin borítóján is, amely nem utal egyetlen kisebbségre sem, így nem befolyásolja az olvasót, de hangsúlyozza a probléma általánosságát és egyetemességét. 

#### Szerzői
A lapszámban többek között olyan kortárs magyar kiválóságok képviseltették magukat műveikkel, mint Tóth Krisztina, Háy János vagy Terék Anna, a további visegrádi országok számos neves írója és költője közül pedig például a lengyel Agnieszka Wolny-Hamkało, a cseh Tomáš Zmeškal, illetve a szlovák Mila Haugová emelték a lap színvonalát. A lapszám amerikai szekciójában olyan nemzetközi alkotók írtak, mint Roxane Gay vagy Noam Chomsky. 
A számot Magyar Ádám fotóművész Squares and Urban Flow című sorozatának fotói illusztrálják.

### 2022/1 TAVASZ – CRAVE (SÓVÁRGÁS)

#### Ideológiája
Kis túlzással állíthatjuk, hogy a sóvárgás a modern ember jellemző létállapota. A fogyasztói társadalom túlkínálata, a végtelen számú lehetőségek a folyamatos vágy állapotába helyezik az egyént. Nincs olyan ember a világon, aki ne érzett volna már csillapíthatatlan vágyat valami iránt. A sóvárgás a vágyakozás felfokozott állapota, amely mindig magában hordozza a reménytelenséget, a beteljesülés lehetetlenségét. A második szám a sóvárgás különböző arcait mutatja be.

#### Szerzői
A lap szerzői között például a magyar Kemény István, Cserna-Szabó András vagy Kiss Tibor Noé mellett Silvester Lavrík, Weronika Gogola vagy Michal Habaj művei is helyet kaptak. Az amerikai szerzőket többek közt Lina Mounzer és David Galef képviselik, míg a kiemelt interjúban a világhírű konceptuális és performanszművész Marina Abramović értekezik a sóvárgás modern természetéről, a halálról, a némaságról és saját művészeti örökségéről.
A lapot Nyári István kortárs magyar popszürrealista festőművész festményei illusztrálják.

### 2022/2 NYÁR – FAITH (HIT)

#### Ideológiája
A hit misztikus dolog, melyre valamilyen formában mindannyiunknak szüksége van. Rutinjaink csak az ismert helyzetekre elegendők. Hitre van szükségünk, amikor az ismeretlenbe merészkedünk. Különösen akkor, amikor a kockázatelemzés, a logika és a józan ész ellenünk beszél. A „Hit” tematikájú szám a világjárvány, a gazdasági és ökológiai krízis, valamint a háború árnyékában jelent meg.

#### Szerzői
A magyar irodalmat ebben a számban olyan kiváló szerzők képviselik, mint Markó Béla, Balla Zsófia, Tőzsér Árpád, Visky András vagy Tompa Andrea, a lapban egy mélyinterjút készült az Egyesült Államok egyik leghíresebb bestseller szerzőjével, szellemi vezetőjével és politikai aktivistájával, Marianne Williamson-nal. Különleges, az ukrán-orosz konfliktusra reflektál ezúttal a versblokk: ukrán költőnők alkotásaival mutatja be a hit és a frissen kitört háború viszonyát. Angol fordításban először jelennek meg Kateryna Kalytko, Iya Kiva, Marjana Savka, valamint Iryna Shuvalova a háború árnyékában íródott versei.

### 2022/3 ŐSZ – NOIR (NOIR)

#### Ideológiája
Azt, hogy a noir műfaj vagy stílus, nehéz megmondani, elemeit azonban mindenki ismeri a moziból, az irodalomból vagy a képregényekből. Magányos nyomozó, nagyvárosi sikátorok, eső és elidegenedés. Élesen villogó neonfény egy lepukkant whiskybár fölött. A lapszám szimbolikus középpontjában az ikonikus, ám hírhedt Chelsea Hotel áll, amely egy évszázada ad otthont a különcöknek, a kitaszítottaknak és az álmodozóknak.

#### Szerzői
Melyek a noir stílusjegyei, és milyen kortárs műfajokban él tovább? Ezeknek a kérdéseknek a megválaszolására a lap olyan szerzőket kért fel mint Marno János, Kondor Vilmos, Márton László, Szőcs Petra, Thomas Raab, Peter Sulej, Szergej Kuznyecov vagy Michal Sykora. A lapban a Punk magazin alapítója, Legs McNeil esszéje idézi fel a Chelsea Hotel aranykorát, illetve a hotel egykori lakója, a nemzetközi hírű független filmművész, Abel Ferrara adott exkluzív interjút.
A lapszámot a 2022-ben 70 éves, életműkiállítására készülő festőművész, Bukta Imre munkái illusztrálják, melyek a hit meglétének és hiányának változatos következményeit szimbolizálják. A lapszámot Tony Notarberardino fotói illusztrálják, aki a ’90-es évek óta dokumentálja azt a karneváli tömeget, amelyet a hotel lakói és vendégei alkotnak. 

### 2022/4 TÉL – YOUNG AND BEAUTIFUL (FIATAL ÉS SZÉP)

#### Ideológiája
A fiatalság az irodalom és a művészetek örök témája, amelyet nemcsak az elveszett gyermekkor iránti nosztalgia, hanem az ártatlanság idealizálása is átjár. A fiatalság önmagában szép, de saját fiatalságunkat elsősorban az emlékezet szépíti meg. A fiatalság forrásvize mára jól marketingelt termékké, kultúránk Dorian Gray kultúrájává alakult: ötven éve megöregedni még csak nem volt cool. Mára egyenesen rémisztővé vált.

#### Szerzői
A fiatalság Janus-arcának körbejárására a lap olyan szerzőket kért fel mint az örökifjú Ladik Katalin, Saly Noémi, Szabó Róbert Csaba, Szálinger Balázs, Kali Ágnes, Barbi Marković, Abel Ferrara, Ivana Gibová, Petr Borkovec, Dariusz Sośnicki, Jeffrey McDaniel Lucy CaldwellInterjú készült a csípős nyelvű, fanyar humorú íróval, életművésszel Fran Lebowitz-cal fiatalságról, a fiatalság nosztalgiájáról, ’68 örökségéről. A lapszámot a Photoshop-hercegnőjének, Borsi Flórának képei illusztrálják, aki saját álomszerű portréin keresztül zárja pixelekbe önnön fiatalságát.

### 2023 TAVASZ – FUTURE (JÖVŐ)

#### Ideológiája
A jövő mindig is az irodalom és a művészet központi témája volt. Mit hagyunk hátra a következő generációknak? A jövő lehetőség, beteljesítendő sors, de ugyanúgy fenyegetés is, amelyről a technomodernizmus optimizmusa főleg pozitív, az ökológiai szorongás pedig főleg borús képet fest. Egy ilyen korban az irodalom és a művészetek felelőssége annál nagyobb: képesek-e releváns víziókat adni arra, ami ránk vár?

#### Szerzői
A jövő lehetséges vízióinak körbejárására többek között Darvasi László, Yuliya Musakovska, Vajna Ádám, Markovics Botond, Simon Bettina, Szijj Ferenc, Tibor Fischer, Robert Menasse, Ken Liu, Sam. J. Miller, Alexander Weinstein és George Tilesch tett Zbigniew Machej tett kisérletet. Az ismert hálózatkutató Barabási- Albert Lászlóval készült interjú is izgalmas csemege, a lapszámot Keresztesi Botond festőművész alternatív valóságot mutató, futurisztikus képei illusztrálják.  

### 2023 NYÁR – BEAST (FENEVAD)

#### Ideológiája
Mi választja el az embert a vadaktól? Ki és mi az a vadállat, amely születése óta árnyékként kíséri emberi létünket? Hol lakik? Hogy néz ki? És mikor bújik elő, és milyen alakokban jelenhet meg az a bestia, amely többezer éve az emberi lélekben szunnyad, és azóta sem sikerült teljesen megszelídíteni. Mi a szörnyűbb? Az, ha ez a vadság előtör vagy az, ha kiirtjuk magunkból?

#### Szerzői
A bestia különböző arcainak bemutatására többek között Láng Zsolt, Závada Péter, Szécsi Noémi, Franzobel, Zoltán Gábor, Nyári Gábor, Susannah Dickey, Derek Rebro, Kelly Link, Moskát Anita, Ivana Dobrakovová, Kateřina Rudčenková vállalkozott. Interjút adott az amerikai színészlegenda, Robert Englund, akinek leghíresebb szerepe a sorozatgyilkos Freddy Krueger a Rémálom az Elm utcában című horrorfilmes sorozatban. A lap illusztrációját Verebics Ágnes festő- és képzőművész hátborzongató és nagy hatású festményei adják. 

## Terjesztés
A periodika célpiaca elsősorban az észak-amerikai régió, valamint az angolszász nyelvterületek. A magazin lapszámai megvásárolhatók a Barnes & Noble, illetve a Books-A-Million könyvesbolthálózat üzleteiben, az Amerikai Egyesült Államok közel 50 államában. 2022 nyarától a lap már az Egyesült Királyságban is jelen van. A WHSmith könyvesboltlánc forgalmazásában minden nagyobb városban és repülőtéren beszerezhető.

## Platformok
- Web: continentalmagazine.com
- Facebook: thecontinentalliterarymag
- Instagram: thecontinentalliterarymag
- Twitter: TCL_Magazine
- Issue: tclm